# Роже Мереман д'Еме
Роже Мереман д'Еме (12 червня 1890 — 19 березня 1975) — бельгійський академічний веслувальник і вершник.
Бронзовий призер Олімпійських Ігор 1920 року в командному триборстві.